# گیزن
گیزن (به آلمانی: Giesen) یک شهر در آلمان است که در Hildesheim واقع شده‌است. گیزن ۹٬۹۵۴ نفر جمعیت دارد.